# Euxoa obelisca
The Square-spot Dart (Euxoa obelisca) là một loài bướm đêm thuộc họ Noctuoidea. Loài này có ở miền Cổ bắc.

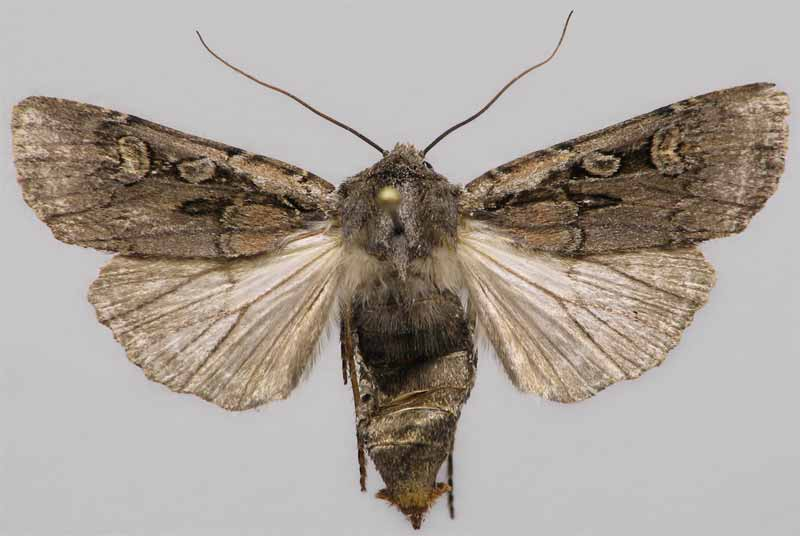
Mounted

Sải cánh dài 35–40 mm. Con trưởng thành bay từ tháng 7 đến tháng 10 tùy theo địa điểm.
Ấu trùng ăn các loài nhiều loại thực vật thân thảo, như Helianthemum nummularium và Galium.

## Hình ảnh

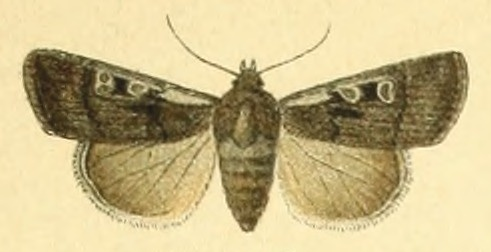
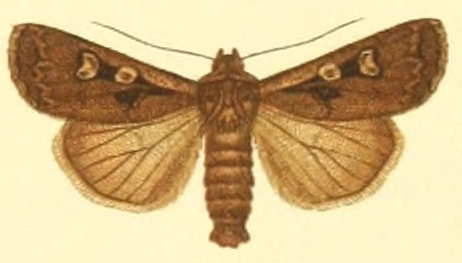
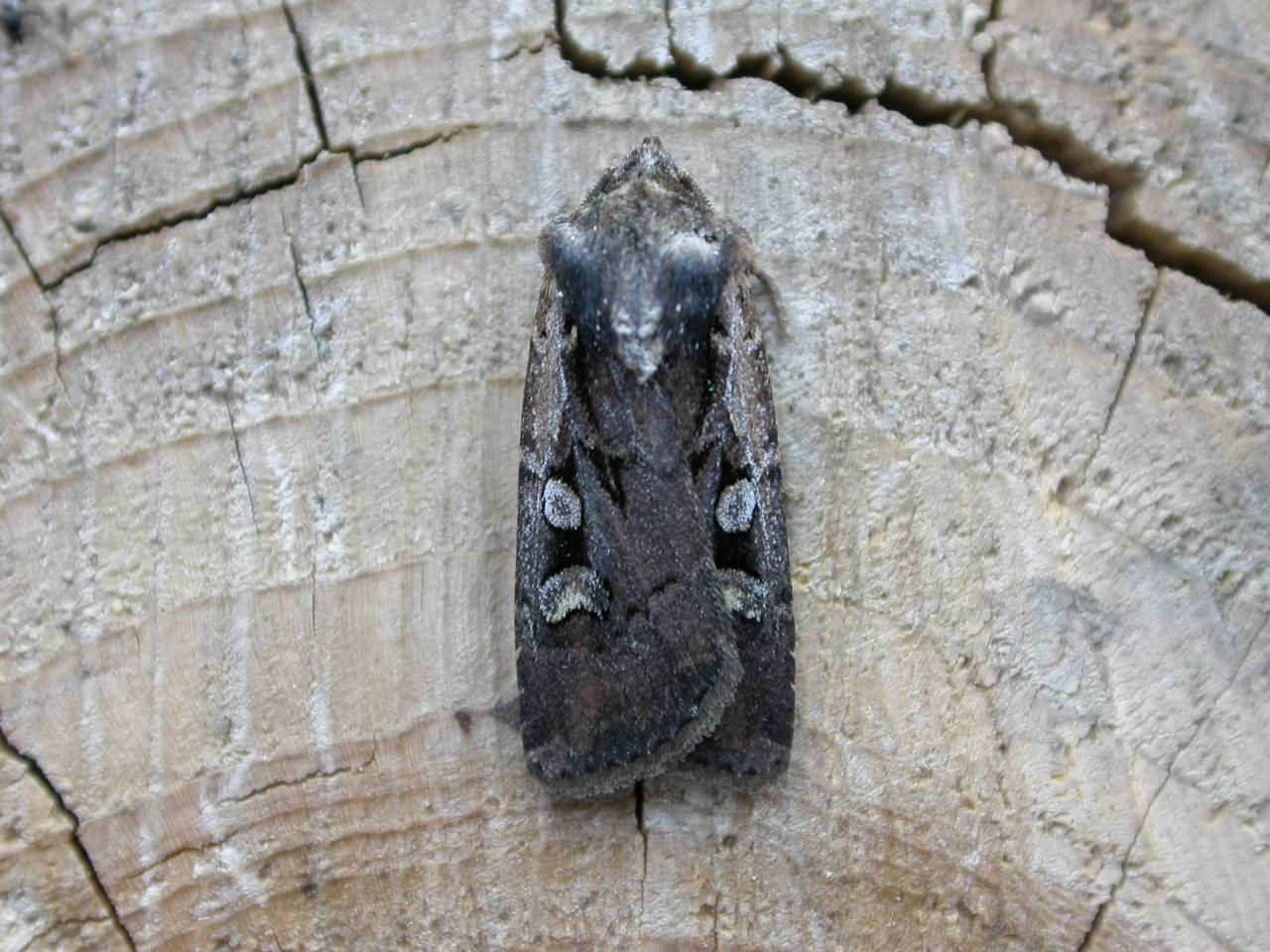
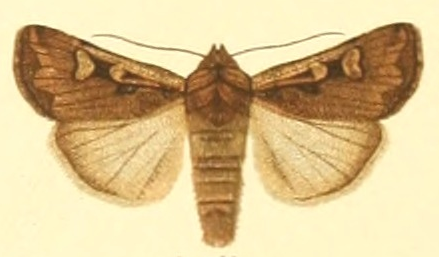